# 美浜町立奥田小学校
美浜町立奥田小学校（みはまちょうりつ おくだしょうがっこう）は、愛知県知多郡美浜町にある公立小学校。

## 校区
- 大字奥田（字田原谷の一部を除く）が校区である。公立中学校の場合の進学先は美浜町立野間中学校である[1]。

## 沿革
- 1872年（明治5年） 10月 - 北奥田村に専新学校が開校する。
- 1874年（明治7年） 3月 - 南奥田村に日進学校が開校する。
- 1875年（明治8年） 10月 - 日進学校が第68番小学北奥田学校に改称する。
- 1876年（明治9年） 7月 - 専新学校が第63番小学南奥田学校に改称する。
- 1878年（明治11年） - 北奥田村と南奥田村が合併し、奥田村となる。
- 1887年（明治20年）4月 - 北奥田学校と南奥田学校を統合し、尋常小学野間学校となる。
- 1892年（明治25年） - 奥田尋常小学校に改称する。
- 1906年（明治39年）7月1日 - 奥田村、野間村が合併し、野間村が発足する。
- 1941年（昭和16年）4月1日 - 奥田国民学校に改称する。
- 1942年（昭和17年）4月1日 - 野間村が町制施行し、野間町となる。
- 1947年（昭和22年）4月1日 - 野間町立奥田小学校に改称する。
- 1955年（昭和30年）4月1日 - 河和町と野間町が合併し、美浜町が発足する。同時に美浜町立奥田小学校に改称する。
- 1959年（昭和34年）4月 - 北校舎、特別教室、体育館が完成する。
- 1971年（昭和46年）12月 - 校舎を増築する。
- 1981年（昭和56年）4月 - 新体育館が完成する。
- 1987年（昭和62年）7月 - プールが完成する。
- 1990年（平成2年）10月 - 新校舎が完成する。

## 交通アクセス
- 名鉄河和線知多奥田駅下車、徒歩約7分。

## 周辺施設
- 日本福祉大学
- 日本福祉大学付属高等学校
- 美浜町立野間中学校
- 奥田保育所
- 美浜郵便局
- 半田信用金庫美浜支店
- 南知多ビーチランド
- 名鉄河和線知多奥田駅

## 統合計画
- 少子化、施設の老朽化もあり、美浜町の全ての小学校（5校）と中学校（2校）を統合し、小中一貫校に再編する計画である。小中一貫校は日本福祉大学美浜キャンパスの敷地内に設置され、2028年4月の開校予定である。